# Opus (Eric Prydz)
Opus is een nummer van de Zweedse dj Eric Prydz uit 2015. Het is de vierde single van zijn gelijknamige eerste studioalbum.
Het nummer werd enkel in Vlaanderen een hit. Het haalde de 3e positie in de Vlaamse Ultratop 50. In Nederland wist het nummer geen hitlijsten te bereiken en in Prydz' thuisland Zweden ook niet.